# Суперкубок Вірменії з футболу 1998
Суперкубок Вірменії з футболу 1998 — 3-й розіграш турніру. Матч відбувся 15 листопада 1998 року між чемпіоном і володарем кубка Вірменії клубом Цемент та віце-чемпіоном Вірменії клубом Ширак.
| Володар Суперкубка Вірменії 1998 |
| -------------------------------- |
|                                  |
| Цемент Перший титул              |

## Матч

### Деталі
| 15 листопада 1998 |

| Цемент      | 1:1 дч   | Ширак        |
| ----------- | -------- | ------------ |
| Манукян 83' | Протокол | Аванесян 90' |

| Раздан, Єреван |

|  |     | Пенальті |
|  | 4:3 |          |